# Quatrième croisade
Batailles
- Zara
- Constantinople (1203) et (1204)

La quatrième croisade est une campagne militaire qui fut lancée de Venise en 1202. Levée à l'origine en vue de reconquérir les lieux saints sous domination musulmane, elle aboutit en fait à la prise et au pillage de la ville chrétienne de Constantinople par les croisés en 1204, et à la fondation de l'empire latin de Constantinople qui dura jusqu'en 1261.

## Déroulement

Itinéraire de la quatrième croisade (1202-1204) et fondation de l'empire latin d'Orient (1204).

### Appel à la croisade
Le 15 août 1198, quelques mois après son élection, le pape Innocent III appelait à une nouvelle croisade. Après l'échec de la croisade précédente, les dirigeants européens étaient cependant réticents à engager une autre campagne militaire en Terre sainte. Tandis que le Saint-Empire luttait contre le pouvoir pontifical, l'Angleterre et la France étaient en guerre.
Néanmoins, grâce au prêche de Foulques de Neuilly, la constitution d'une armée croisée fut finalement décidée lors du tournoi d'Écry en novembre 1199. Plusieurs chevaliers du Nord de la France prirent la croix et élurent le comte Thibaut III de Champagne comme chef de l'expédition. L'objectif initial était la conquête de l'Égypte, et plus précisément la ville du Caire. Ce pays était assez riche et fertile pour qu'une grande armée de croisés trouve à s'y nourrir, ce qui n'était nullement garanti en Syrie. De plus la conquête de l'Égypte devait porter un coup fatal aux musulmans. Or, une attaque contre le centre de l'Empire ayyoubide devait nécessairement être dirigée depuis la mer, ce qui fit de cette croisade une entreprise maritime.
Au cours de l'hiver 1200-1201, plusieurs émissaires, dont le chevalier Geoffroi de Villehardouin, auteur de La Conquête de Constantinople, furent envoyés pour négocier à Venise, Gênes et dans d'autres villes-États maritimes un contrat de transport jusqu'à l'Égypte. Gênes déclina l'offre, mais Venise, alors la principale puissance maritime de Méditerranée, accepta d'affréter le nombre suffisant de navires pour transporter 30 000 croisés, un nombre alors considérable. En échange, Venise exigea le paiement d'un montant de 85 000 marcs d'argent et la cession de la moitié des conquêtes des croisés. Thibaut de Champagne étant mort subitement le 24 mai 1201, il fut remplacé à la tête de la croisade par le seigneur italien Boniface de Montferrat.

### Dette des croisés envers les Vénitiens

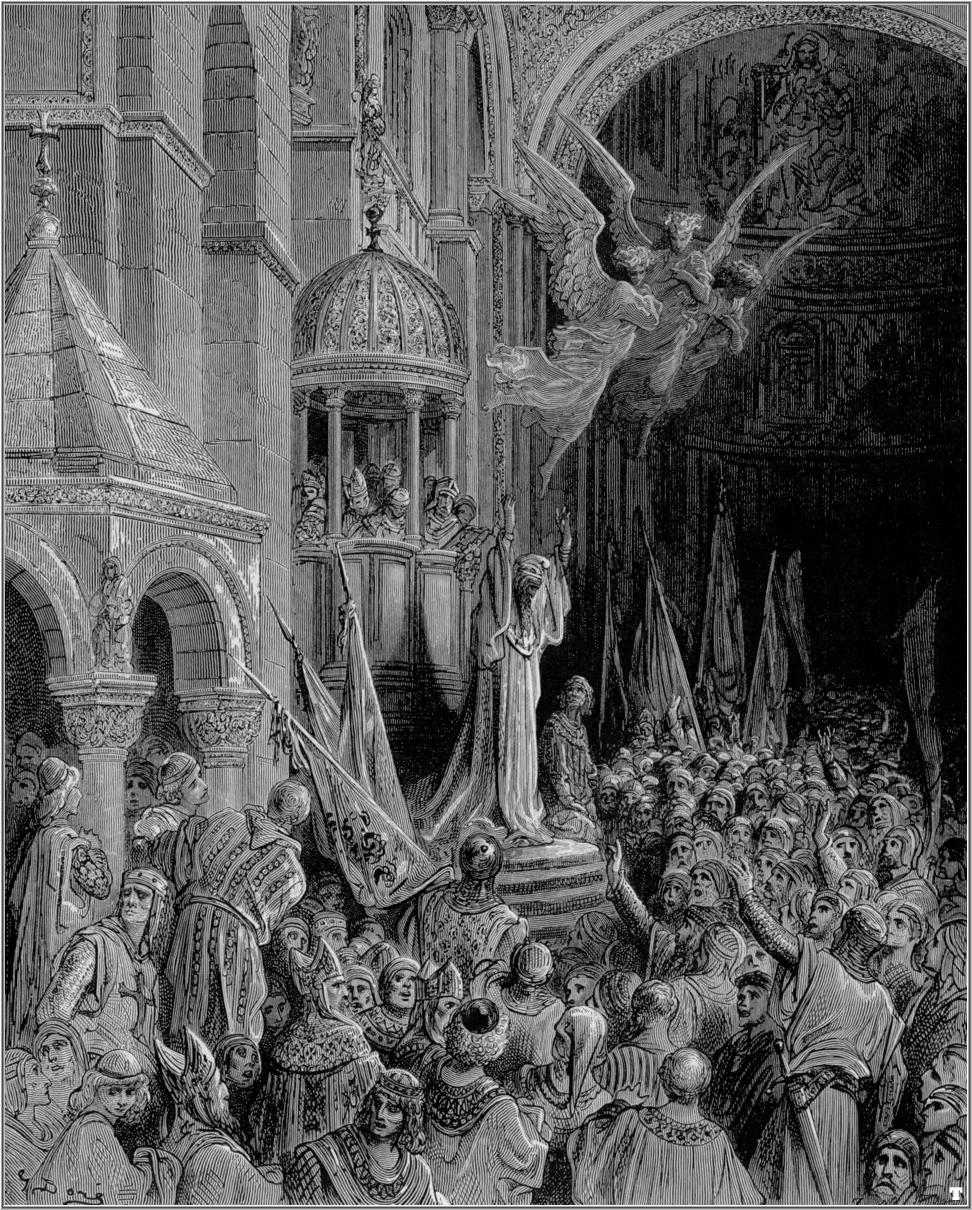
Enrico Dandolo exhortant les Vénitiens à la croisade (Gustave Doré).

Au cours de l'été 1202, l'armée croisée se réunit à Venise, sur le Lido, mais elle s'avéra beaucoup moins nombreuse que prévu. Le vieux et aveugle doge de Venise, Enrico Dandolo, refusa le départ des navires avant le versement par les croisés de la totalité du montant prévu : 85 000 marcs d'argent. Les croisés ne purent en verser que 51 000, et durent même pour y arriver en être réduits à vendre leur vaisselle ou à mettre en gage leurs terres. Finalement, Dandolo accepta de reporter la dette, en échange de quoi la puissante armée devait s'emparer de Zara en Dalmatie, ancienne possession vénitienne passée sous la souveraineté d'Émeric, le roi de Hongrie, dont les terres étaient sous protection pontificale depuis sa prise de croix en 1195 ou 1196.
Dandolo se croisa durant une cérémonie à la basilique Saint-Marc, puis il dirigea la flotte des croisés contre Zara. Ils arrivèrent devant la ville le 10 novembre. De nombreux croisés étaient opposés à cette attaque fratricide contre des catholiques et certains rentrèrent chez eux, dont l'ensemble du contingent francilien commandé par Simon IV de Montfort. Les citoyens de Zara pendirent des bannières portant des croix latines à leurs fenêtres pour montrer qu'ils étaient également catholiques, mais cela n'empêcha ni la prise ni la mise à sac de la ville le 15 novembre. Les croisés furent immédiatement excommuniés pour cet acte par le pape Innocent III. Constatant que les croisés avaient été victimes d'un chantage, le pape leur accorda son pardon, mais maintint l'excommunication des Vénitiens.
Boniface, qui dirigeait la croisade, avait cependant quitté la flotte avant son départ de Venise. Les raisons de ce départ sont sujettes à débat : il avait peut-être compris les plans vénitiens et voulait éviter l'excommunication.

### Détournement de la croisade vers Constantinople

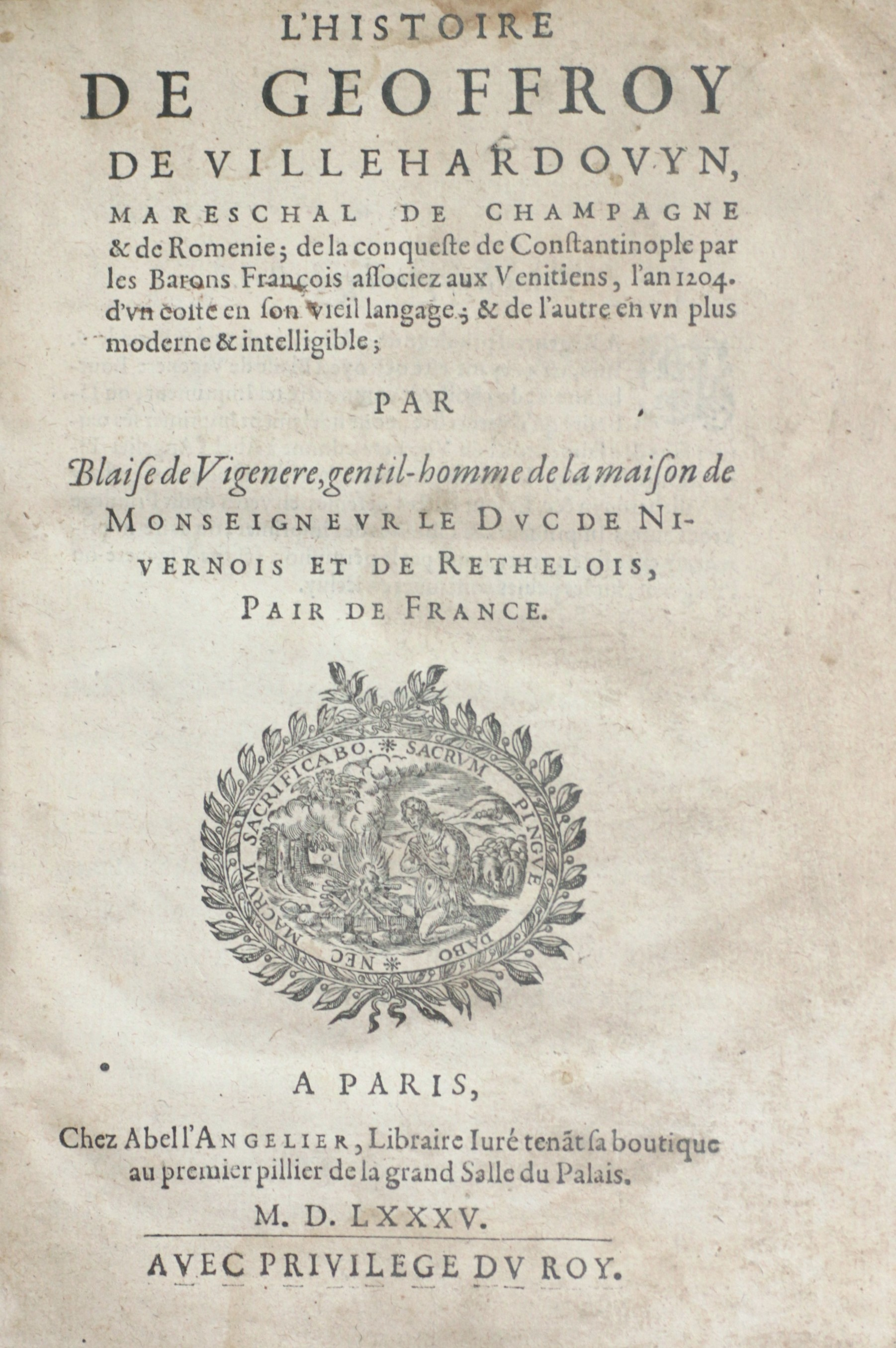
Chronique de Geoffroi de Villehardouin.

Après la prise de Zara, une ambassade de Philippe de Souabe proposa aux croisés une alliance avec son beau-frère le jeune prince byzantin Alexis, fils d'Isaac II Ange, réfugié chez Philippe après l'usurpation du trône par son oncle Alexis III Ange. Isaac II avait en effet été dépossédé en 1195 par son propre frère et était gardé prisonnier dans les geôles de Constantinople, où il avait été aveuglé.
Alexis offrait aux croisés de leur remettre 200 000 marcs et de fournir une armée de 10 000 hommes au service de la croisade en échange de leur aide pour récupérer le trône de Constantinople. Le traité fut conclu et l'armée embarqua à nouveau le 7 avril 1203. Elle fut rejointe par le prince Alexis lors d'une escale sur l'île de Corfou. En juin 1203, la flotte croisée atteignait le Bosphore.

### Premier siège de Constantinople

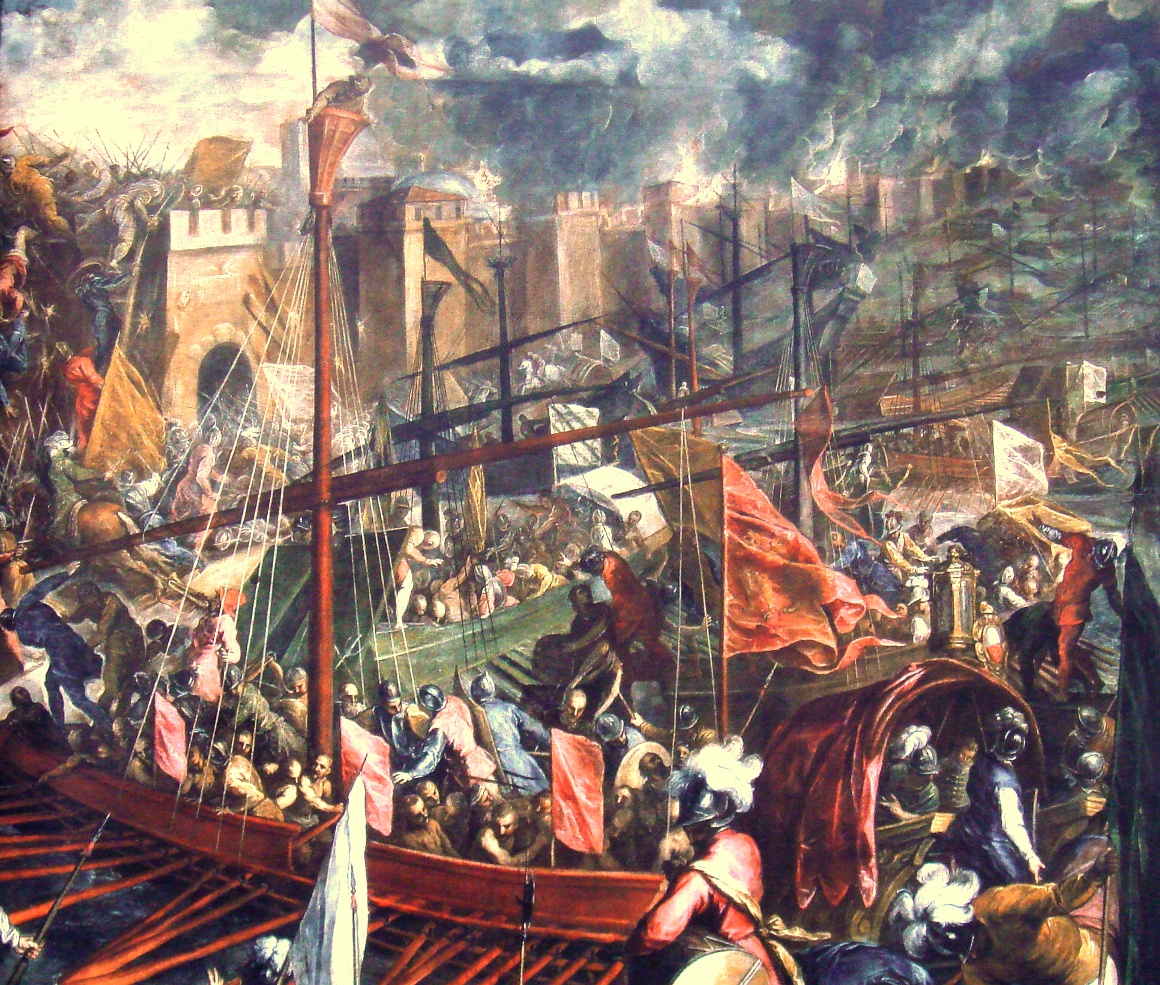
La flotte vénitienne dans la Corne d'Or et l'assaut contre les remparts maritimes, par Palma le Jeune (1544–1620).

L'armée croisée s'installa d'abord sur la rive asiatique du Bosphore, à Chrysoupolis, où elle chercha vainement à provoquer une révolte populaire ou une révolution de palais en présentant à la population le jeune Alexis monté sur un navire. Celui-ci et ses alliés « latins » avaient cependant surestimé le soutien qu'ils pouvaient avoir dans la capitale byzantine, qui resta fidèle à Alexis III Ange. Les croisés et les Vénitiens se résolurent alors à mettre le siège à la cité impériale, réputée imprenable. Après une victoire sur l'armée byzantine et la prise de la tour de Galata qui la défendait, les croisés et les Vénitiens s’installèrent sur la rive nord de la Corne d'Or, et y abritèrent leur propre flotte. De là, ils purent lancer un double assaut : les Vénitiens attaquèrent les remparts maritimes, plus vulnérables, tandis que les chevaliers croisés assiégeaient de leur côté les remparts à proximité du palais des Blachernes.

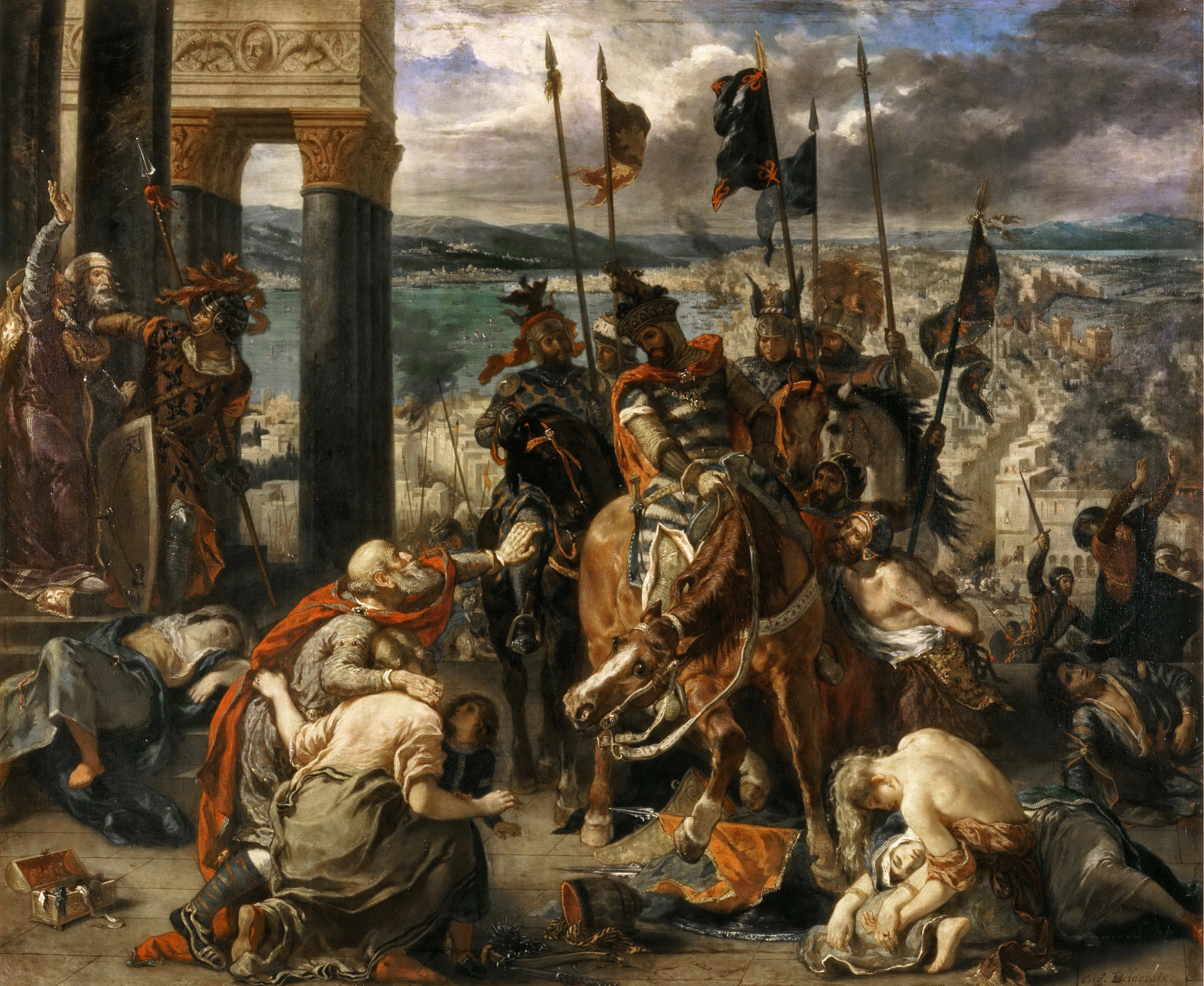
L'entrée des croisés à Constantinople, huile d'Eugène Delacroix (1840).

L'assaut général eut lieu le 17 juillet 1203. Alexis III Ange envoya ses troupes à l'extérieur des murs pour un assaut sur les croisés. Surpris, ces derniers furent pris de panique, mais l'armée byzantine, plus nombreuse mais moins entraînée que celle des « latins », fit demi-tour et rentra dans sa ville. Les Vénitiens qui avaient réussi à conquérir une partie des remparts durent payer un lourd tribut en vies humaines aux Varègues, qui constituaient la garde impériale d'Alexis III Ange. Voyant les Vénitiens maîtres des remparts, Alexis III prit la fuite avec ses trésors pendant la nuit du 7 juillet. Isaac II fut libéré des geôles et réinstallé sur le trône par les habitants, permettant ainsi d'éviter un nouvel assaut et le pillage de la ville. Le jeune Alexis fut ensuite couronné co-empereur le 1er août sous le nom d'Alexis IV, après que son père eut accepté de ratifier les conditions qu'il avait proposées aux croisés.

### Cohabitation difficile entre Byzantins et Latins
Officiellement, les croisés n'étaient que de passage dans la ville impériale chrétienne, en route vers la Terre Sainte. Mais ils avaient un marché avec Alexis IV et étaient opposés à l'accession au trône d'Isaac II, qu'ils n'avaient jamais vu, et qui ne faisait pas partie du marché. De plus, Isaac II avait auparavant négocié avec Saladin. Cependant, des obstacles surgirent rapidement. D'une part, les citoyens romains d'Orient (« grecs » pour les croisés et « byzantins » pour les auteurs occidentaux modernes, depuis le XVIe siècle,) ne voulaient pas d'Alexis comme seul souverain : ils ne lui faisaient pas confiance car il entendait puiser dans le trésor public pour payer ses dettes à l'égard des croisés. D'autre part, lorsqu'Isaac II et Alexis IV réalisèrent que leur frère et oncle Alexis III avait vidé les coffres de Byzance en quittant le trône, ils furent forcés de renégocier les termes du marché qu'Alexis IV avait proposé aux croisés : ce dernier demanda une prolongation du contrat des croisés à son service pour une période de six mois, finissant en avril 1204, et conduisit au cours de l'été 6 000 hommes de l'armée des croisés contre son rival Alexis III, réfugié à Andrinople.
Isaac II et Alexis IV avaient demandé aux croisés de ne pas s'installer à Constantinople même mais à Péra, de l'autre côté de la Corne d'Or. Des rixes opposèrent dans la ville les communautés « grecque » (en fait orthodoxe) et « latine » (en fait catholique). En août 1203, en représailles à une attaque des « grecs » contre le commerce « latin » (pisan, amalfitain et vénitien), les « latins » s'en prirent à une mosquée, défendue par des musulmans et des « grecs » (il y avait déjà des marchands ou mercenaires musulmans dans Constantinople avant sa chute). Au cours des combats autour de cette mosquée, des « latins » allumèrent un incendie qui détruisit une grande partie de Constantinople.

### Rupture et reprise des hostilités
En décembre, les croisés adressèrent un ultimatum à Alexis IV demandant le versement des sommes promises, faute de quoi ils se payeraient en pillant la ville et l'Empire. Les négociations ayant échoué, les Latins commencèrent à piller les propriétés civiles et monastiques des environs de Constantinople.

### Deuxième assaut contre Constantinople

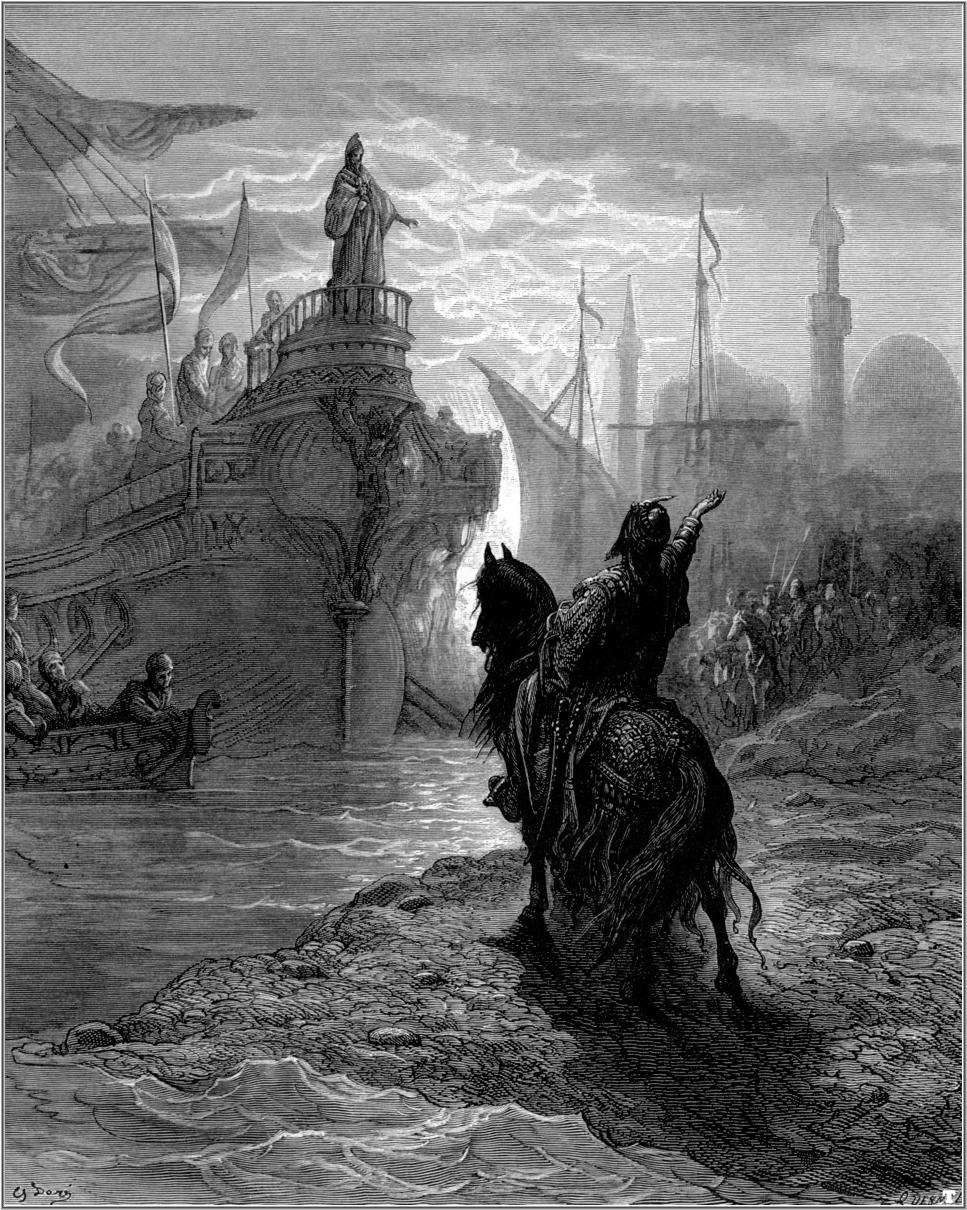
Alexis Murzuphle en pourparlers avec Enrico Dandolo (Gustave Doré).

Aux yeux des Byzantins, Alexis IV et ses créanciers latins constituaient désormais un péril mortel pour l'Empire. Une conjuration contre lui se noua et le chef de l'opposition, Alexis Murzuphle, prit le pouvoir et se fit proclamer empereur le 26 janvier 1204. Alexis IV fut emprisonné puis étranglé le 8 février, tandis que son père Isaac II mourut également quelques jours plus tard.
Les croisés et les Vénitiens, enragés par le meurtre de leur débiteur, attaquèrent de nouveau la ville le 9 avril 1204. Ils réussirent à pénétrer dans la ville par les remparts maritimes longeant la Corne d'Or. Au cours de la nuit ils cherchèrent à se protéger en allumant un incendie, le troisième et le moins important de ceux qui ravagèrent la cité au cours de la croisade. Les croisés, finalement victorieux le 13 avril, mirent la ville à sac pendant trois jours, au cours desquels de nombreuses œuvres d'art furent volées ou détruites. Les chevaux de Saint-Marc qui ornent la basilique Saint-Marc à Venise sont un des nombreux témoignages du sac de Constantinople.
Élément non moins important pour l'esprit médiéval, les croisés s'approprièrent un grand nombre de reliques, car les empereurs byzantins avaient concentré à Constantinople la plupart des reliques de l'Orient chrétien. Une certaine hostilité existait déjà auparavant, née de la rivalité entre l'Empire romain d'Orient et celui germanique d'Occident au sujet de l'héritage romain et de la dislocation de l'Église du premier millénaire, mais après le sac de Constantinople, les croisés et les « latins » en général (au sens religieux du terme) furent considérés par les citoyens romains d'Orient (« byzantins ») et par l'ensemble des « États grecs » comme des ennemis et des occupants.

### Partage de l'Empire byzantin et affaiblissement de la papauté

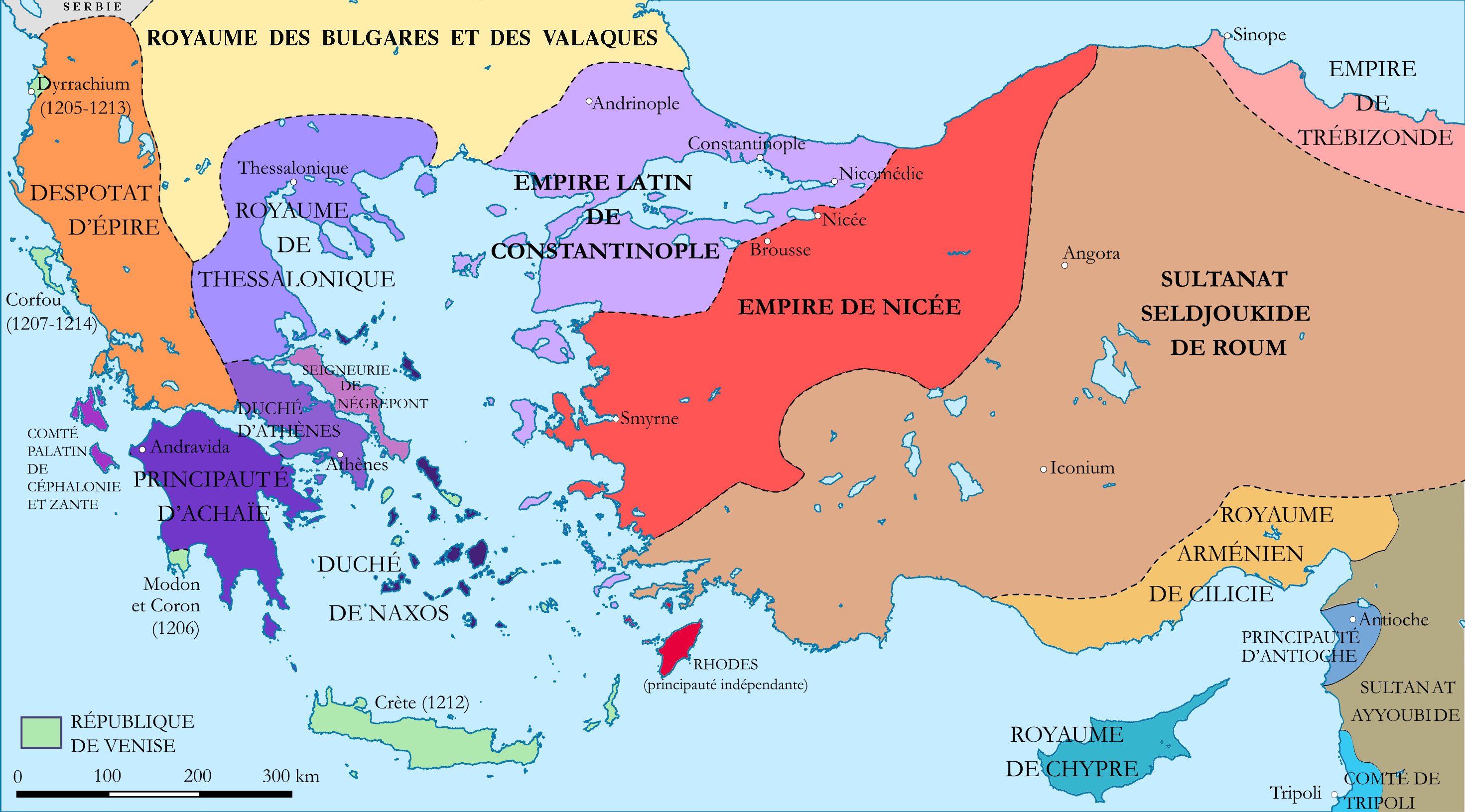
Morcellement de l'Empire byzantin après 1204.

Les Vénitiens et les seigneurs croisés conclurent un traité pour se partager l'essentiel de l'Empire romain d'Orient. Ce fut l’acte de naissance de l'empire latin de Constantinople. Un empereur fut élu par une assemblée de six Francs, tous des hommes d’Église, et de six Vénitiens. Boniface ne fut pas élu empereur, bien que de nombreux croisés le considérassent comme le candidat le plus légitime ; mais les Vénitiens le pensaient trop proche des « Grecs » à cause du mariage de son frère, et préférèrent installer le « Franc » Baudouin VI de Hainaut sur le trône. Celui-ci fut couronné empereur le 13 mai.
Comme les Normands en Italie méridionale, et comme les croisés en Terre sainte, les Francs importèrent en Grèce le modèle féodal. Les provinces et les thèmes byzantins furent remplacés par des duchés, des comtés et des fiefs. Au lieu de créer un Etat unique rassemblant les anciennes régions byzantines conquises, les territoires occupés par les Latins sont, du fait de l'appétit égoïste et des ambitions des différents participants à la croisade, partagés entre les différents vainqueurs qui y créent un ensemble d'Etats,.
On attribua à Boniface le royaume de Thessalonique, état vassal du nouvel Empire latin. Le Vénitien Marco Sanudo s'adjugea la plupart des Cyclades, en mer Égée, où il créa le duché de Naxos avec l'aval de sa république qui, pour sa part, se constitua un vaste empire colonial le long de la voie maritime entre Venise et Constantinople, avec notamment les plus grandes et riches des îles grecques, comme la Crète, l'Eubée et les îles Ioniennes. Ancien compagnon de Boniface, Othon de La Roche prit possession de l’Attique avec quelques chevaliers et créa le duché d'Athènes. Le Péloponnèse fut conquis par Geoffroi de Villehardouin qui y fonda la principauté d'Achaïe.
Même si ces différents Etats sont liés entre eux par des liens de vassalité et que l'Empire latin de Constantinople est -formellement au moins- censé être le point de référence, il n'y aura en réalité aucune intégration politique. Cela conduit à une très forte rivalité entre les différents dirigeants.
Le 14 avril 1205, un an après la conquête de Constantinople, l'empereur Baudouin est vaincu et capturé à la bataille d'Andrinople par Kaloyannis, roi des Bulgares et des Valaques, tandis que le reste des troupes croisées est ramené à Constantinople par le doge de Venise. Baudouin meurt en captivité chez les Bulgaro-Valaques sans avoir été racheté par rançon (selon la coutume médiévale).
Tout l'Empire byzantin n'avait cependant pas été conquis par les croisés. Les familles impériales byzantines survivantes fondèrent dans les territoires restés sous leur contrôle leurs propres États grecs : l'empire de Nicée dirigé par Théodore Ier Lascaris, le despotat d'Épire dirigé par Michel Comnène Doukas, et l'empire de Trébizonde, dirigé par la dynastie des Comnène.
La quatrième croisade avait complètement échappé au contrôle de la papauté qui en était à l'origine. Le pape perdit par la suite beaucoup de son pouvoir politique au profit des monarques européens en général et de l'empereur romain germanique en particulier. La république de Venise en revanche se renforça considérablement, tirant le meilleur parti de cette quatrième croisade, aux dépens de l'Empire byzantin. Économiquement, ce dernier ne s'en releva jamais, même s'il put (à grand-peine) se restaurer (partiellement) de 1261 à 1453, mais en s'endettant vis-à-vis des Génois. Certains historiens modernes considèrent que sans le détournement de la quatrième croisade sur Constantinople, les Turcs n'auraient probablement jamais pu débarquer en Europe[réf. incomplète]. Quoi qu'il en soit, les croisades suivantes seront effectuées par des monarques séculiers, et Venise elle-même finit par pâtir de l'expansion turque, qui la priva progressivement de ses possessions et entraîna son déclin économique.

## Débat à propos du détournement de la croisade
La question des causes du détournement de la croisade, apparue au XIXe siècle, reste débattue parmi les historiens, dont certains, comme Achille Luchaire, l'ont même jugée insoluble. Les positions les plus extrêmes sont d'une part celles qui supposent l'existence d'un complot et d'une préméditation vénitienne de la conquête de Constantinople, dès la genèse de la croisade, et d'autre part celles qui expliquent les événements comme un enchaînement d'incidents imprévisibles, ne remettant pas en cause la bonne foi des croisés et des Vénitiens. D'autres auteurs adoptent des positions intermédiaires, cherchant à concilier ces deux vues.
La plus ancienne des théories, généralement appelée « théorie des circonstances fortuites » (theory of accidents dans l'historiographie anglophone), reprend globalement l'exposé de Geoffroi de Villehardouin qui explique le détournement par une série d'événements fortuits et de décisions dictées par la nécessité, ayant entraîné par « effet domino » la conquête de Constantinople par les croisés. À partir du XIXe siècle, avec le développement d'une historiographie plus critique, divers historiens ont remis en cause cette explication considérée comme naïve ou délibérément partiale : diverses « théories du complot » ont ainsi été élaborées. La première et la plus répandue, avancée par Louis de Mas Latrie, mettait en cause les Vénitiens et le doge Dandolo en s'appuyant notamment sur l'auteur latin d'Orient Ernoul qui affirme qu'un traité plus ou moins secret avait été conclu entre la République et le sultan d'Égypte afin de détourner la croisade en échange d'avantages commerciaux. Ce traité supposé parut avoir été effectivement retrouvé par Karl Hopf, l'auteur le plus influent dans le domaine de l'histoire médiévale grecque ; cependant il fut assez rapidement démontré qu'il ne s'agissait en réalité que d'une conjecture de Hopf sans fondement réel. D'autres complots ont été proposés, impliquant ainsi en tant que principal commanditaire le prétendant à l'Empire Philippe de Souabe, mais aussi Boniface de Montferrat ou le pape Innocent III. Dans ce contexte, le fait que Villehardouin ne dit rien de leurs motivations, est interprété soit comme la volonté de passer sous silence des éléments compromettants, soit comme de la naïveté de la part d'un chevalier sincère mais manœuvré par d'habiles politiciens.
De leur côté, Jules Tessier, Edmond Faral ou Roberto Cessi (de) ont cherché à laver plus ou moins complètement les croisés et/ou les Vénitiens de ces accusations.
L'œuvre de Walter Norden (de) a marqué un jalon dans l'historiographie, à la fin du XIXe siècle : son approche place la croisade dans le cadre plus large des relations entre les mondes occidental (comprenant non seulement les Vénitiens et les Francs, mais aussi les Normands, les Allemands et les « latins » en général) et byzantin au cours des siècles précédents. Dans cette optique, la conquête n'aurait pas procédé d'un plan prémédité mais un ensemble de facteurs conjoncturels et d'intérêts à long terme auraient prédisposé les « latins » à saisir opportunément la proposition d'Alexis IV.

#### Sources primaires
- (fr + pcd) Robert de Clari (trad. Jean Dufournet), La Conquête de Constantinople, Éditions Honoré Champion, 15 septembre 2004, 336 p. (ISBN 2-7453-1135-2)..
- Geoffroi de Villehardouin, La Conquête de Constantinople [lire en ligne].

#### Sources secondaires
- Michel Balard, Les Croisades, Paris, MA Éditions, 1988 (lire en ligne).
- Michel Balard, Les Latins en Orient : XIe – XVe siècle, Paris, PUF, 2006.
- Louis Bréhier, Vie et mort de Byzance, Paris, Albin Michel, coll. « L’évolution de l’humanité », 1969 (1re éd. 1946).
- Anatole Frolow, « La déviation de la 4e Croisade vers Constantinople », Revue de l'histoire des religions,‎ 1954 (lire en ligne) (2) (3)
- Léon Galibert, Histoire de la république de Venise, Paris, Furne, 1847 (lire en ligne).
- Gabriel Hanotaux, « Les Vénitiens ont-ils trahi la chrétienté en 1202 ? », Revue historique, t. 4,‎ 1877, p. 74-102 (lire en ligne)
- Jacques Heers, Chute et mort de Constantinople : 1204-1453, Paris, Éditions Perrin, coll. « Tempus », 2007 (ISBN 9782262065638)
- Jacques Heers, Histoire des croisades, Paris, Éditions Perrin, 2014 (ISBN 9782262037734).
- Angeliki Laiou (éd.), Urbs capta. La IVe croisade et ses conséquences, Paris, Lethielleux, 2005 (ISBN 9782283604649)
- Jean Longnon, L’Empire latin de Constantinople et la principauté de Morée, Paris, Payot, 1949.
- John Julius Norwich (trad. de l'anglais), Histoire de Byzance, Paris, Éditions Perrin, coll. « Tempus », 1999 (réimpr. 2002), 506 p. (ISBN 2-262-01890-1)
- (en) Donald E. Queller et Thomas F. Madden, The Fourth Crusade : The Conquest of Constantinople, 1997 (ISBN 0-8122-1713-6, lire en ligne)
- (en) Steven Runciman, A History of the Crusades, volume III, Cambridge University Press, 1954.
- Charles Verlinden, Les empereurs belges de Constantinople. Charles Dessart, Bruxelles 1945 (réédition 2005).